# La ragazza con la valigia
La ragazza con la valigia és una pel·lícula italiana del 1961 dirigida per Valerio Zurlini i protagonitzada per Claudia Cardinale com una ingènua cantant de discoteca que viu de la bona voluntat dels altres. Fou presentada a concurs del 14è Festival Internacional de Cinema de Canes.

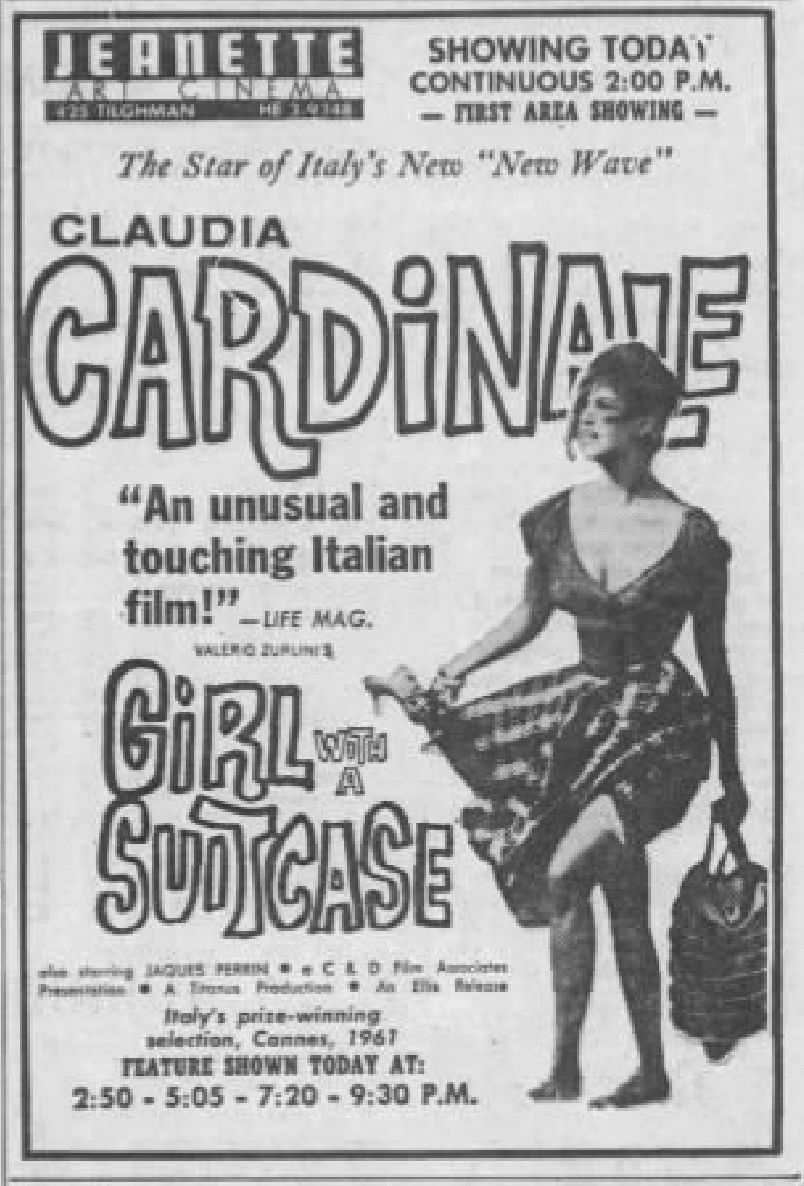
Cartell de la pel·lícula en anglès

La pel·lícula fou seleccionada entre els 100 film italiani da salvare

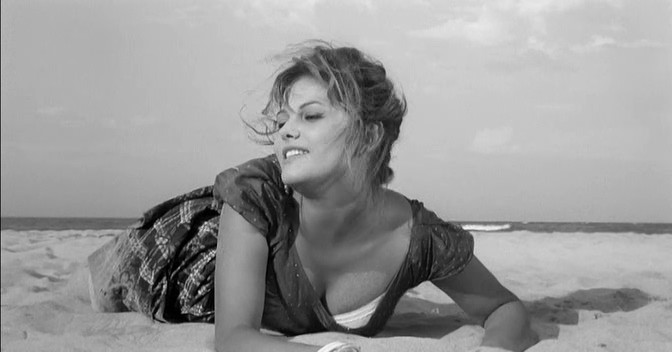
Claudia Cardinale a la pel·lícula

## Sinopsi
La història transcorre a l'estiu entre Parma i la Riviera Romanya. Aida Zepponi va ser seduïda per Marcello, a qui va conèixer a Riccione, un don Juan que li va fer falses promeses i, després de divertir-se, no sap desfer-se d'ella. Aida es queda sola i no sap com fer-ho, també perquè per estar amb Marcello va deixar el seu xicot, Piero, el líder d'un grup musical.
Marcello, que li va donar un cognom fals, intenta desfer-se d’ella quan la veu davant de casa enviant al seu germà Lorenzo, de setze anys, a conèixer-la. Però el noi, tot i que no revela la veritat, primer es compadeix d’Aida i després s'enamora d’ella. Per mantenir-la a la ciutat i poder veure-la, Lorenzo s'inventa una sèrie de mentides a casa. Però la seva tia nota el seu canvi: sovint es queda fora de casa, demana diners, no estudia.
Un vespre, Lorenzo se’n va a l’hotel, on va aconseguir una habitació a l’Aida, fent servir els diners demanats a la mestressa de casa. Es queda ben passada la mitjanit amb ella i amb un grup de persones que acaba de conèixer. En tornar a casa rep una desagradable sorpresa: la seva tia es va quedar desperta i el va esperar. Li dona una bufetada, l'envia al llit i li prohibeix sortir de nit. Obliga la governant a no donar-li més diners. Però Lorenzo no pot treure's Aida del cap.
L'endemà, Aida se sent lliure de dir-li a Lorenzo una cosa que mai no havia dit: és la mare d’un nen. El seu fill està de vacances a un campament d'estiu a Riccione. La mirada de Lorenzo s'enfosqueix. Però fins i tot l’Aida no coneix tota la veritat sobre Lorenzo. Don Piero, un amic de la família, s'encarrega de dir-li: Lorenzo és el germà petit de Marcello. Aleshores el rector demana a Aida que marxi de Parma.
De tornada a la Riviera, Aida va a l'establiment de bany a Rimini on treballa Piero i, senzillament, li ofereix treballar. Però Piero encara se sent ofès per quedar-se enrere, li dona una bufetada i l'acomiada. Romolo, un amic seu, atret per l'atractiu d'Aida, l'atura i li ofereix una beguda, passant la resta de la tarda amb ella. Romulo també promet fer-li una audició aquell mateix vespre. Però l’Aida no el creu. Aleshores, l’home li ofereix 20.000 lires, que Aida, després de dubtar, accepta.
Però Lorenzo li segueix la pista: agafa un tren des de Parma per buscar-la. La troba amb Romulo. Entre els dos es produeix una baralla. Lorenzo rep cops de puny, però també aconsegueix colpejar l'home, que després és detingut per altres persones. Aquell vespre, al capvespre, Aida i Lorenzo estan sols a la platja. Entre ells hi ha el primer petó.
Durant la nit, Aida acompanya Lorenzo a l'estació, que ha de marxar a Parma. Són quasi les dues. Lorenzo s'acomiada i li deixa un sobre. Explica que volia escriure coses que mai no va aconseguir explicar-li. Quan Lorenzo se’n va, Aida obre el sobre però hi troba uns diners. Fins i tot, Lorenzo, per tant, ha decidit no tornar-la a veure. Aida continua immersa en els seus pensaments quan el tren de Lorenzo se’n va. Després surt de l'estació i comença a caminar sense rumb.

## Repartiment
- Claudia Cardinale - Aida
- Jacques Perrin - Lorenzo Fainardi
- Luciana Angiolillo - Tia
- Renato Baldini - Francia
- Riccardo Garrone - Romolo
- Elsa Albani - Lucia
- Corrado Pani - Marcello Fainardi
- Gian Maria Volonté - Piero
- Romolo Valli - Sacerdot
- Enzo Garinei
- Ciccio Barbi - Crosia
- Nadia Bianchi - Nuccia
- Angela Portaluri
- Edda Soligo - Mestre

## Critica
| « | «Una mena de Traviata adriàtica... iniciació sentimental explicada amb modèstia i claredat ... una de les pel·lícules més refinades i incisives de Zurlini ... dos intèrprets inoblidables.» *** | » |